# Dwiniza
Die Dwiniza (russisch Двиница) ist ein linker Nebenfluss der Suchona in der russischen Oblast Wologda.
Die Dwiniza entspringt auf dem Charowsker Höhenzug etwa 10 km südöstlich von Charowsk.
Sie fließt im Oberlauf nach Südosten entlang der Südflanke des Charowsker Höhenzug.
Am Mittellauf liegt die Gemeinde Semigorodnjaja.
Unterhalb der Einmündung der Schorega von links überquert die Fernstraße M8 die Dwiniza.
Die Dwiniza mündet schließlich in das linke Flussufer der Suchona bei Flusskilometer 433.
Die Dwiniza hat eine Länge von 174 km. Sie entwässert ein Areal von 2400 km².
Der mittlere Abfluss 94 km oberhalb der Mündung beträgt 8,9 m³/s.
Die Dwiniza wird in starkem Maße von der Schneeschmelze gespeist.
In den Monaten April und Mai führt der Fluss Hochwasser.
Größere Nebenflüsse der Dwiniza sind Schorega, Korbanka und Wottscha (alle von links).